# Dunkelsteinerwald
Dunkelsteinerwald è un comune austriaco di 2 368 abitanti nel distretto di Melk, in Bassa Austria; ha lo status di comune mercato (Marktgemeinde). È stato istituito nel 1970 con la fusione dei comuni soppressi di Gansbach, Gerolding, Kicking e Mauer; capoluogo comunale è Gansbach.